# 布拉德·佩尼
布拉德·韋恩·佩尼（Bradley Wayne Penny，1978年5月24日—出生於俄克拉何馬布萊克威爾）曾經效力過洛杉磯道奇、波士頓紅襪、舊金山巨人、底特律老虎等多支知名球隊。2014年球季再度回鍋美國大聯盟擔任佛羅里達馬林魚先發投手。

## 大聯盟生涯

### 佛羅里達馬林魚（2000年－2004年）
- 2003年世界大賽，2場對紐約洋基隊的先發皆拿下勝投，幫助球隊以4勝2敗拿下世界大賽的冠軍。

### 洛杉磯道奇（2004年－2008年）
- 2006年共拿下16勝，成為國家聯盟的勝投王。
- 2008年為球隊的開幕戰投手，但在5月8日先發吞下敗投以後，連續7場先發都吞下敗投，在6月15日被球隊放進傷兵名單[1]。8月8日復出先發對舊金山巨人隊，投5局失1分拿下勝投，但在8月14日先發對費城費城人隊以後，又再度進傷兵名單[2]。
- 2008年季後賽洛杉磯道奇隊未將佩尼放入名單中。

### 波士頓紅襪（2009年）
- 2009年1月9日，佩尼和波士頓紅襪隊簽下1年500萬美金加上300萬激勵獎金的合約，正式加盟波士頓紅襪隊。[3]

- 2009年8月22日，在主場芬威球場對紐約洋基隊比賽先發，主投4局被打8支安打失8分，最後球隊以11：20輸給紐約洋基隊，吞下個人對紐約洋基的第1敗。
- 2009年佩尼在紅襪最後的5場先發成績為0勝4敗，和9.11自責分率，在提姆·韋克菲爾德德傷癒可以歸隊情況下，紅襪在8月25日將佩尼放進讓渡名單，並在28日被紅襪釋出。

### 舊金山巨人（2009年－）
2009年8月31日，佩尼和舊金山巨人簽約。他在代表巨人的第一場比賽中，面對費城費城人投出了8局無失分的精彩表現。

### 佛羅里達馬林魚（2014年－）
2014年8月9日先發主投5局失2分

## 外部連結
- 球員資訊和成績在MLB，ESPN，Baseball-Reference，Fangraphs，The Baseball Cube（英文）
- BradPenny.com 布拉德·佩尼官方網站
- 一局投出四次三振 （页面存档备份，存于）

| 奖项与成就           | 奖项与成就                                                             | 奖项与成就       |
| -------------------- | ---------------------------------------------------------------------- | ---------------- |
| 前任： 唐崔利·威利斯 | 國家聯盟勝投王 2006年 （和哈朗、洛夫、史摩茲、偉伯及贊布拉諾共同獲得） | 繼任： 傑克·皮維 |
| 前任： 德瑞克·洛夫   | 洛杉磯道奇開幕戰先發投手 2008年                                        | 繼任： 黑田博樹  |